# Mycosubtiline
La mycosubtiline est un lipopeptide naturel appartenant à la famille des ituriniques, produite par la bactérie Bacillus, connue pour ses propriétés antifongiques. Elle a été découverte pour la première fois en 1949.

## Structure
La mycosubtiline est formée par la cyclisation d'un heptapeptide contenant des acides aminés de série D ou L à un acide gras β-aminé. La séquence en amino acides de la partie peptidique est la suivante : L-Asn-D-Tyr-D-Asn-L-Gln-L-Pro-D-Ser-L-Asn. La nature de la chaine de l'acide gras est soit iso soit anteiso et peut contenir 16 ou 17 atomes de carbone.
L'étude de la structure secondaire de la mycosubtiline est menée par la spectroscopie infrarouge et la spectroscopie RMN. Au niveau de sa chaine peptidique, elle forme des coudes de type γ et reste flexible au niveau de son résidu tyrosine,,.
La structure tridimensionnelle est obtenue par modélisation moléculaire en tenant compte des résultats expérimentaux. En effet, la mycosubtiline présente un cycle peptidique rigide autour de son résidu proline et flexible au niveau de son résidu tyrosyl et de sa chaine hydrocarbonée. Les parties flexibles se trouvent face à face,.

## Activités biologiques
La mycosubtiline s'avère efficace contre plusieurs champignons et levures parmi lesquels figurent Candida albicans, Candida tropicalis, Saccharomyces cerevisiae, Penicillium notatum, Fusarium oxysporum,,.
La mycosubtiline est dotée d'une activité hémolytique (lyse des cellules de globules rouges). 
Son activité antibactérienne reste limitée, il a tout de même été démontré que la mycosubtiline est capable de lyser les protoplastes de Microccocus luteus.

## Site d'action
Le site d'action de la mycosubtiline est la membrane plasmique. En effet, elle interagit avec les lipides de la membrane plasmique. 

## Mécanisme d'action
Les premiers travaux ont avancé que la mycosubtiline est capable de lyser la membrane de cellules cibles. En effet, après action de la mycosubtiline, le contenu cellulaire tel que les protéines et l'ADN se trouvait dans le milieu de la culture. Plus tard, grâce aux systèmes membranaires, il a été démontré que la mycosubtiline peut former des pores sur la membrane. Les plus récents travaux ont démontré que l'action de la mycosubtiline s'effectue via les lipides membranaires et que ceci dépend de la classe des lipides. Les stérols sont des partenaires d'interactions privilégiés de la mycosubtiline même si les différences existent entre cholestérol, ergostérol et stigmastérol. De plus, le groupement chimique le plus important des stérols lors de ces interactions est leur groupement d'alcool secondaire se trouvant en général sur le troisième carbone. En 2011 et 2012, Nasir et Besson ont démontré que l'interaction avec l'alcool secondaire des stérols et le groupement hydroxyl du résidu Tyrosine de la mycosubtiline est indispensable pour que le lipopeptide puisse exercer ses activités biologiques.